# تپه غیاث
تپه غیاث مربوط به دوره اشکانیان - دوره ساسانیان است و در ۷ کیلومتری شمال غرب گرمه جاجرم واقع شده و این اثر در تاریخ ۳۰ بهمن ۱۳۸۶ با شمارهٔ ثبت ۲۱۱۰۸ به‌عنوان یکی از آثار ملی ایران به ثبت رسیده است.